# Microterys tarumiensis
Microterys tarumiensis är en stekelart som beskrevs av Tachikawa 1963. Microterys tarumiensis ingår i släktet Microterys och familjen sköldlussteklar. Inga underarter finns listade i Catalogue of Life.